# Silvanops angulicollis
Silvanops angulicollis là một loài bọ cánh cứng trong họ Silvanidae. Loài này được Reitter miêu tả khoa học năm 1878.